# Dendrophylliidae
Famille
Les Dendrophyllidae sont une famille de scléractiniaires (coraux durs).

## Liste des genres
Selon World Register of Marine Species (3 octobre 2014) :
- genre Astroides Quoy & Gaimard, 1827
- genre Balanophyllia Wood, 1844
- genre Balanopsammia Ocana & Brito, 2013
- genre Bathypsammia Marenzeller, 1907
- genre Cladopsammia Lacaze-Duthiers, 1897
- genre Dendrophyllia de Blainville, 1830
- genre Dichopsammia Song, 1994
- genre Duncanopsammia Wells, 1936
- genre Eguchipsammia Cairns, 1994
- genre Enallopsammia Sismonda, 1871
- genre Endopachys Milne Edwards & Haime, 1848
- genre Endopsammia Milne Edwards & Haime, 1848
- genre Heteropsammia Milne Edwards & Haime, 1848
- genre Leptopsammia Milne-Edwards & Haime, 1848
- genre Lobopsammia Milne Edwards & Haime, 1848 †
- genre Notophyllia Dennant, 1899
- genre Pourtalopsammia Cairns, 2001
- genre Rhizopsammia Verrill, 1869
- genre Thecopsammia Pourtalès, 1868
- genre Trochopsammia Pourtalès, 1878
- genre Tubastraea Lesson, 1829
- genre Turbinaria Oken, 1815

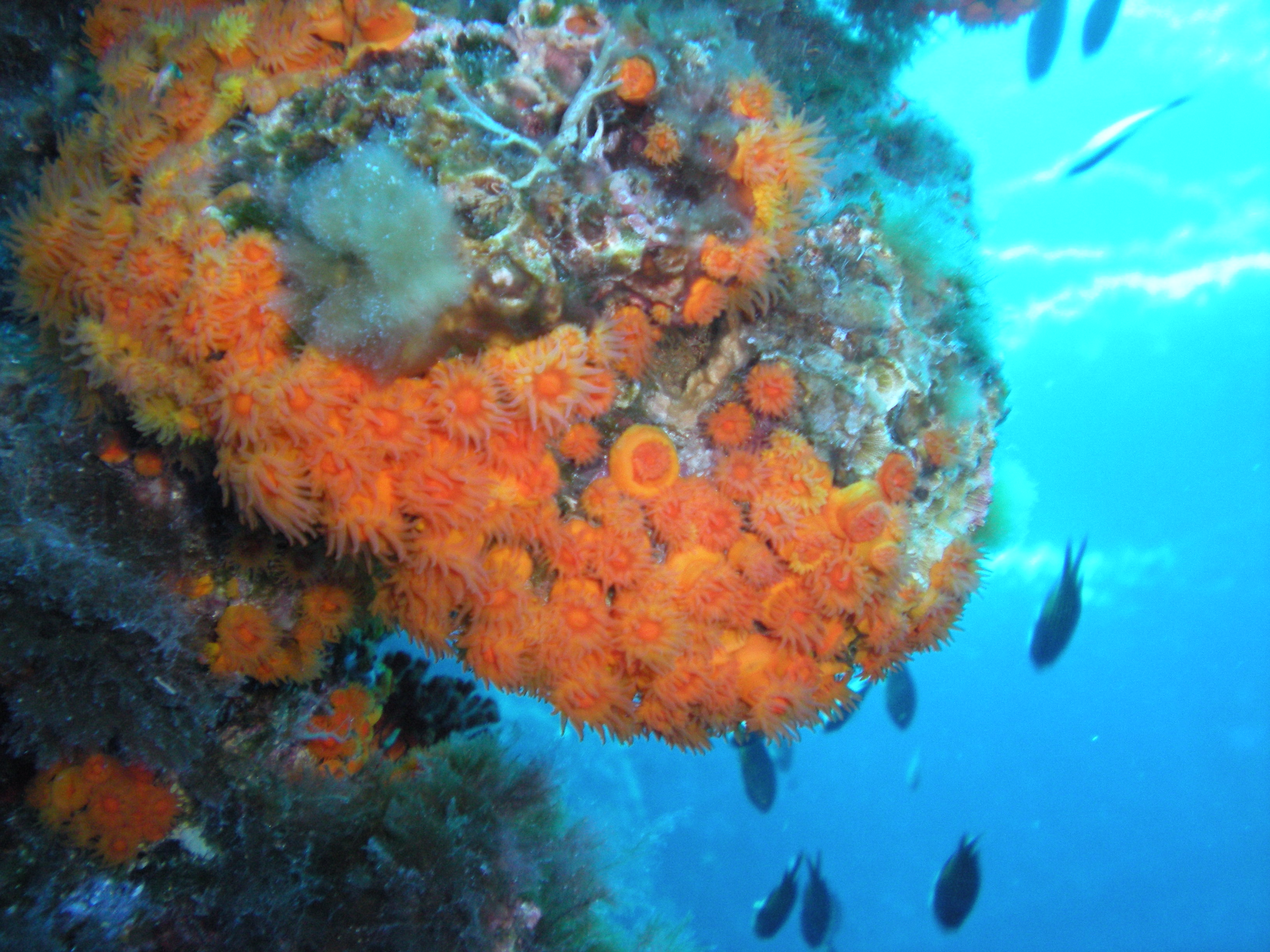
Astroides calycularis
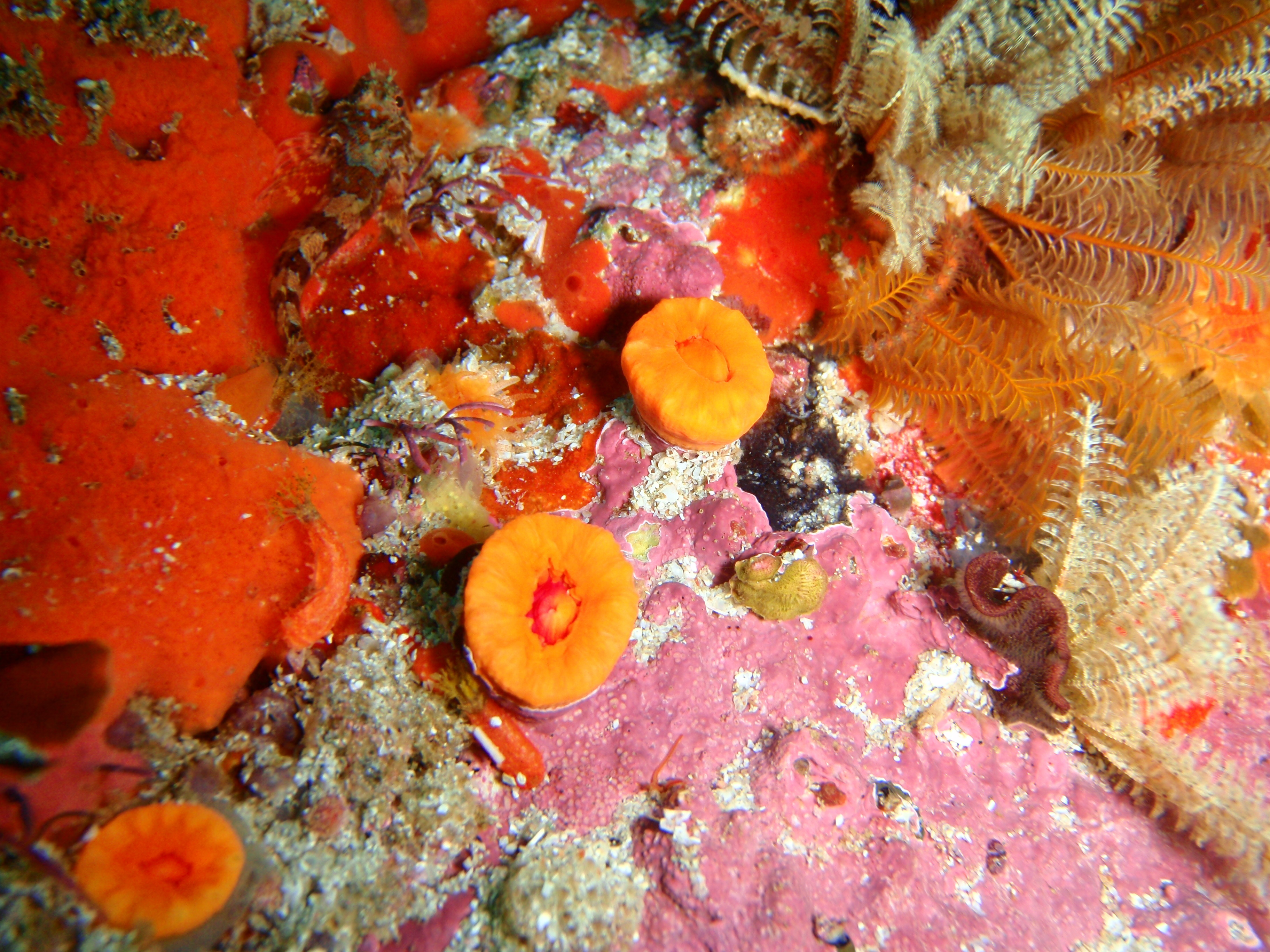
Balanophyllia bonaespei
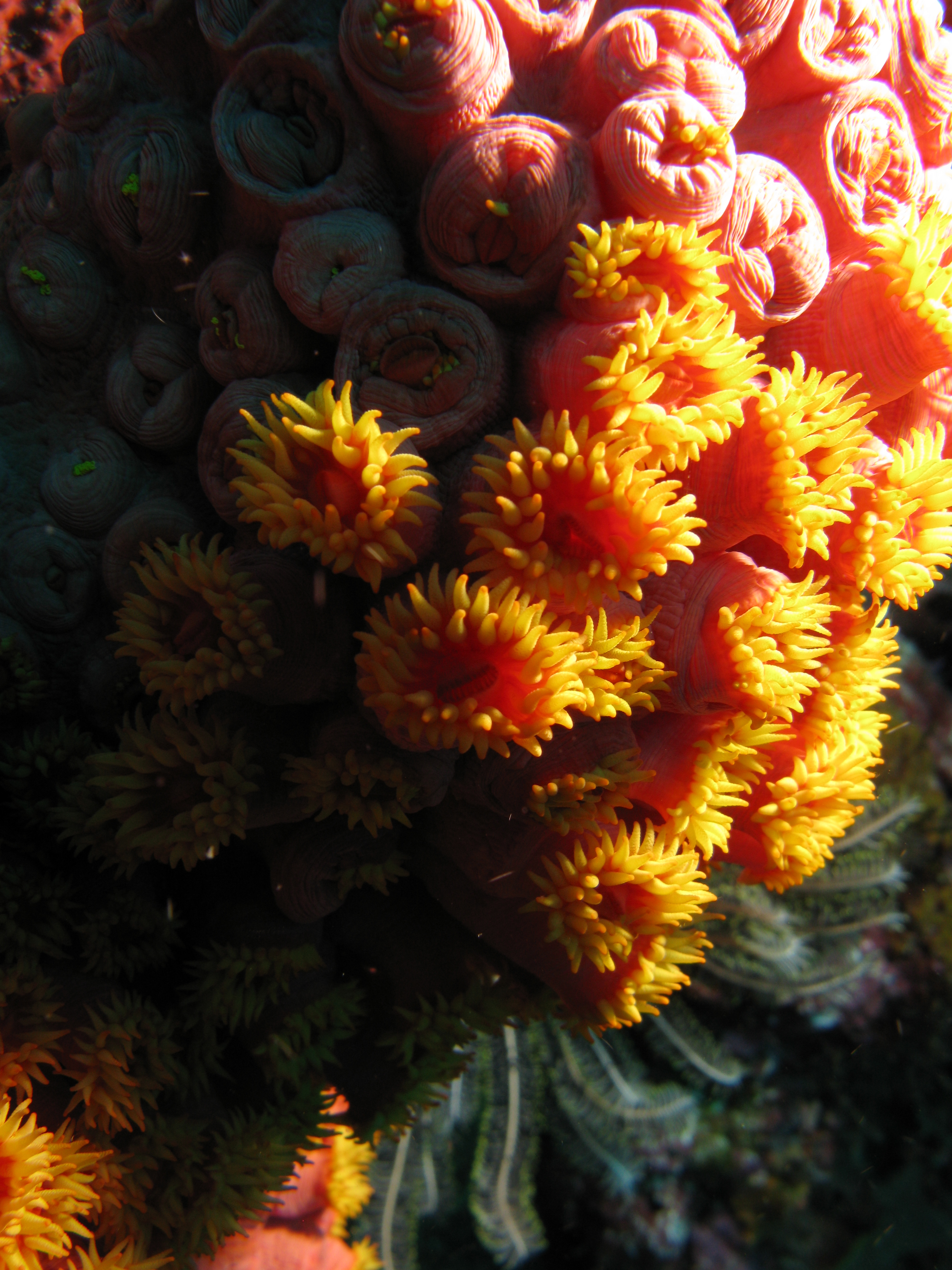
Dendrophyllia gracilis
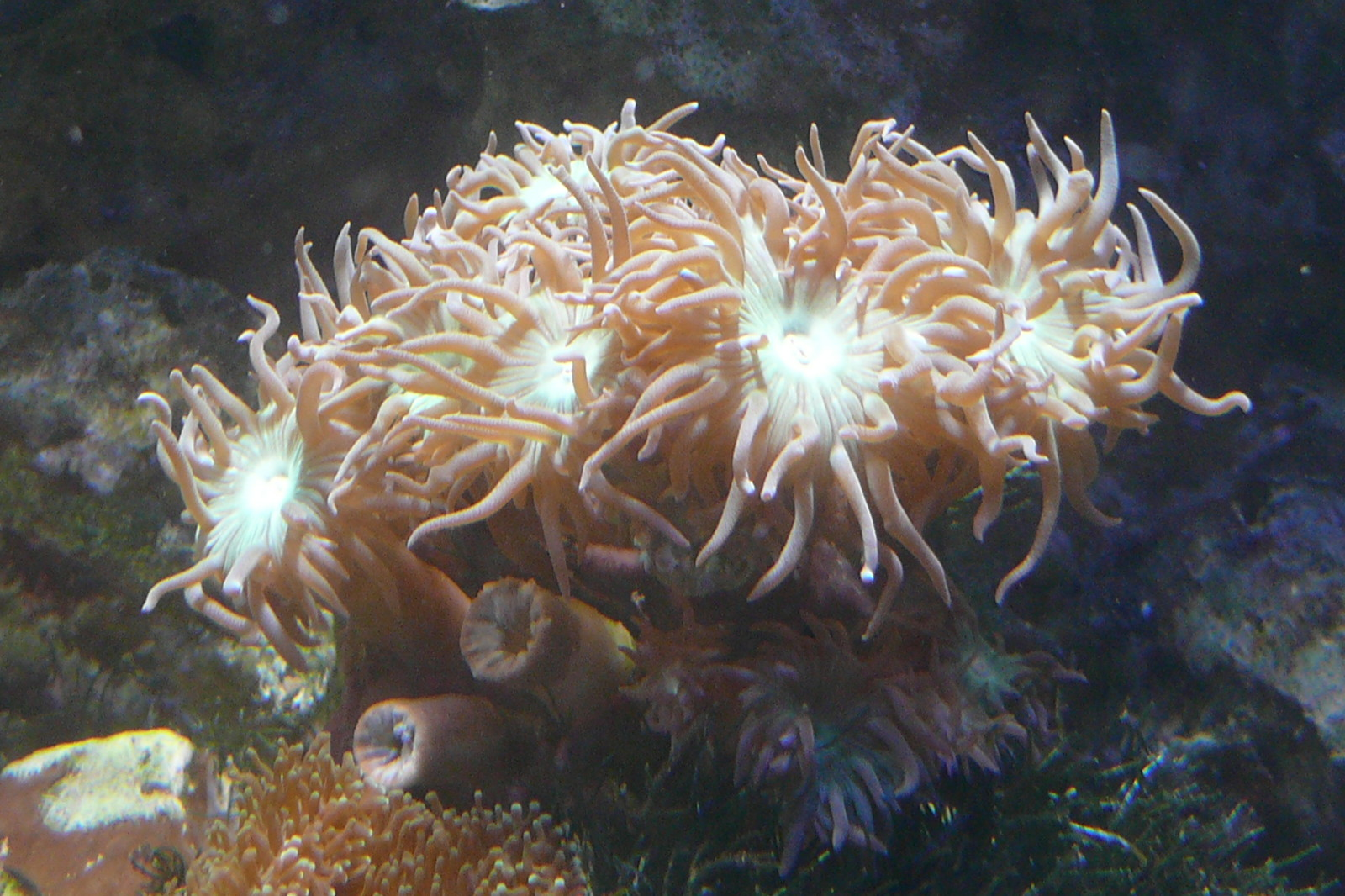
Duncanopsammia sp.
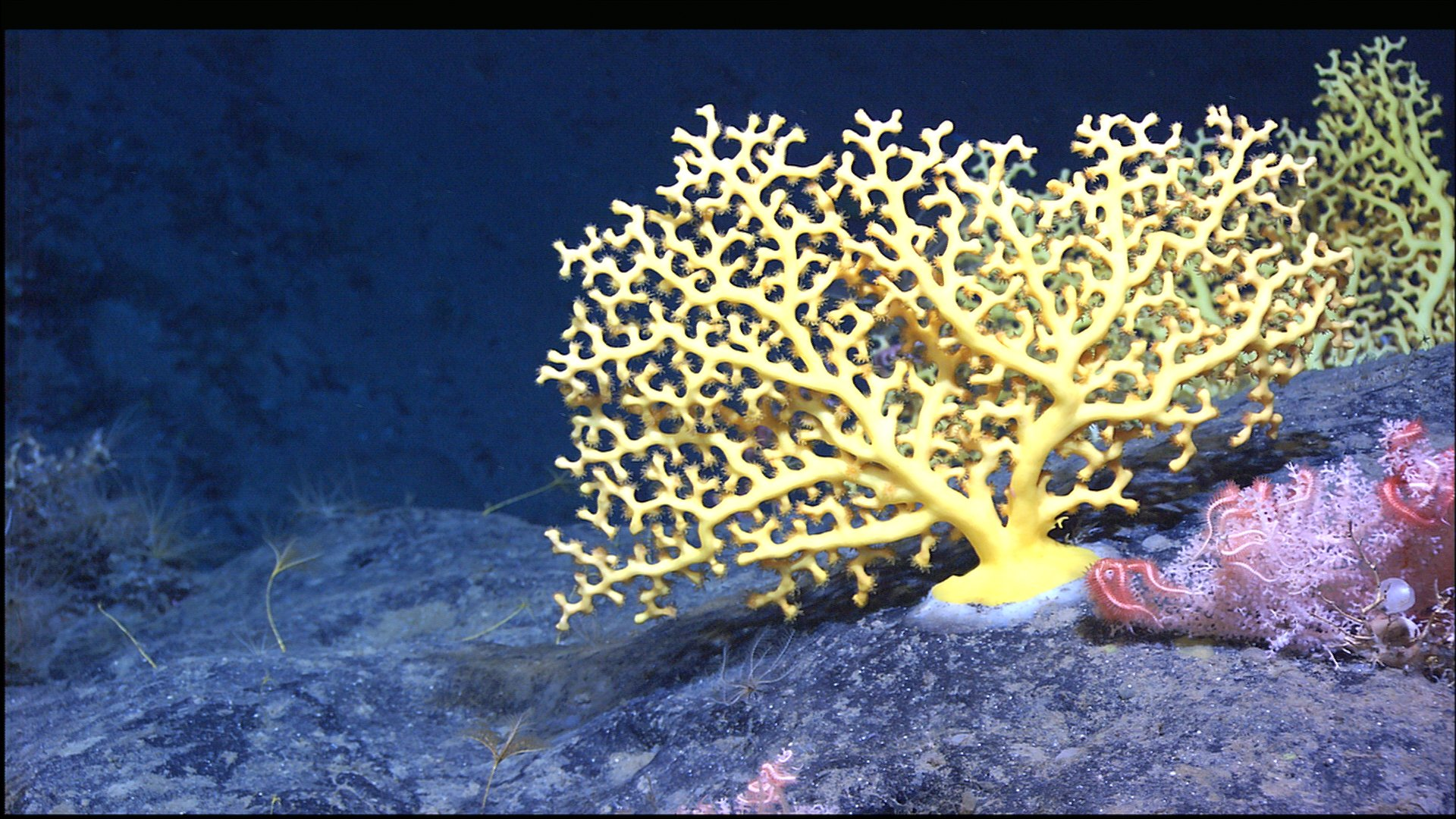
Enallopsammia sp.
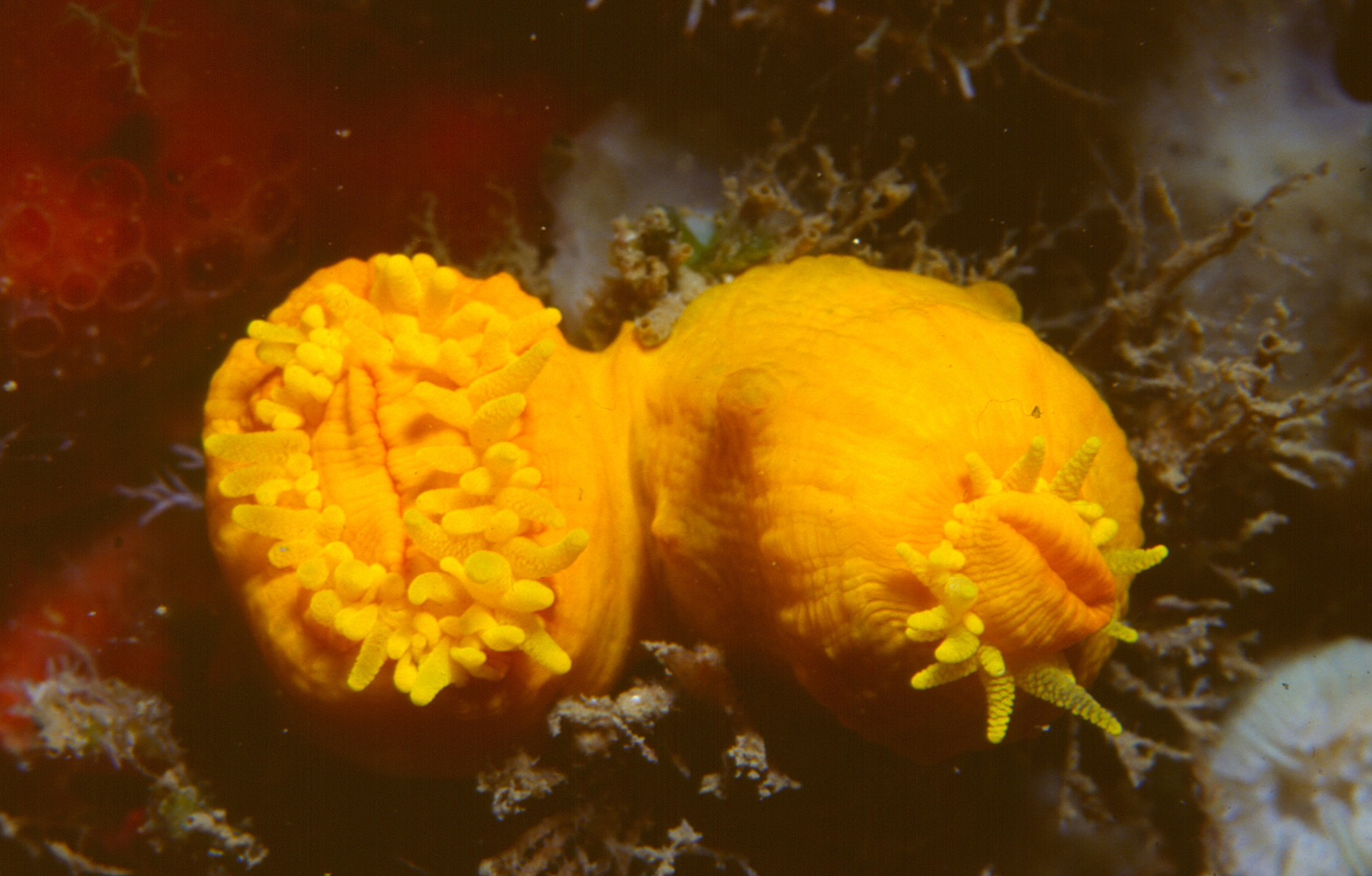
Leptopsammia pruvoti
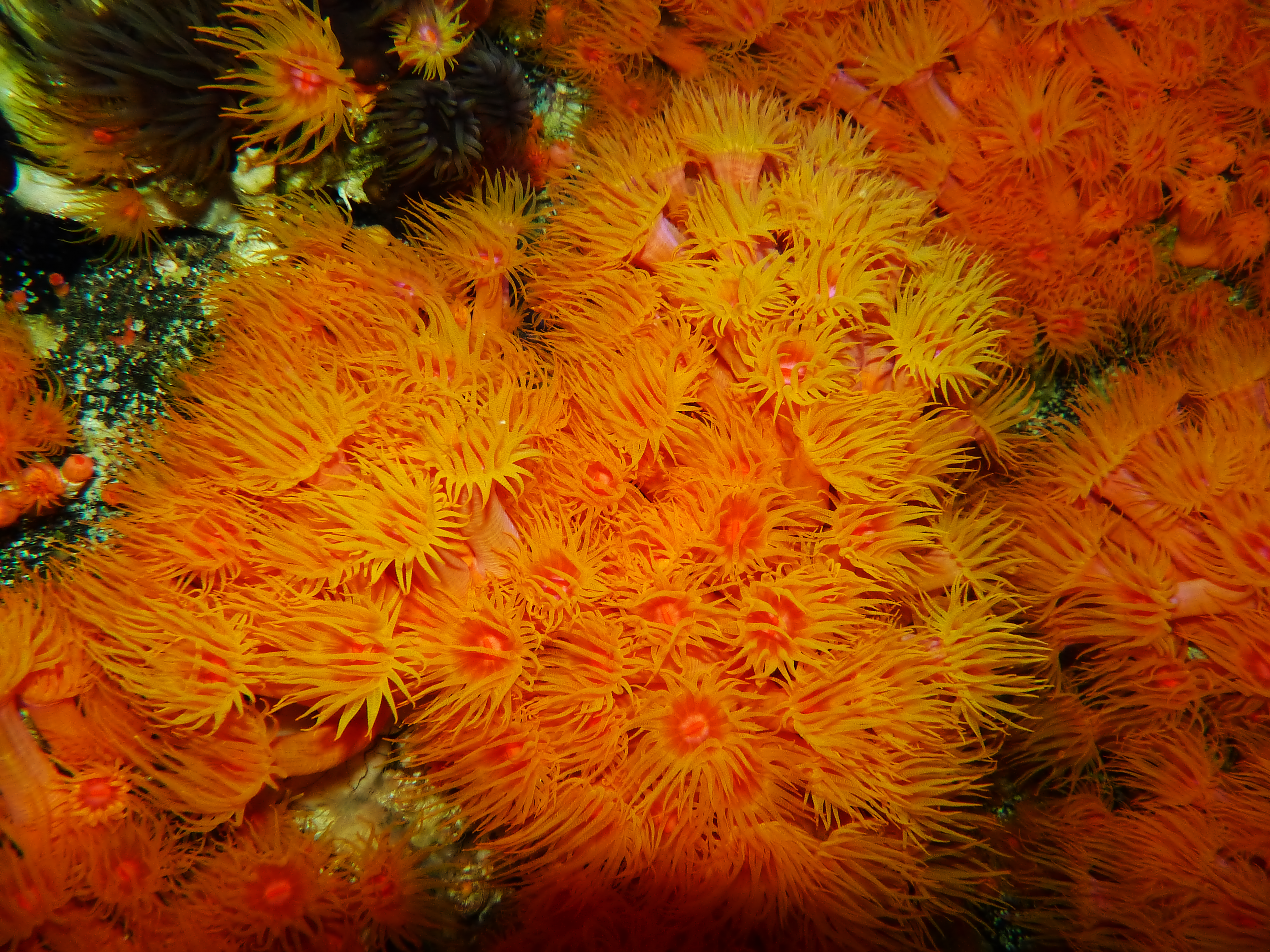
Tubastraea coccinea
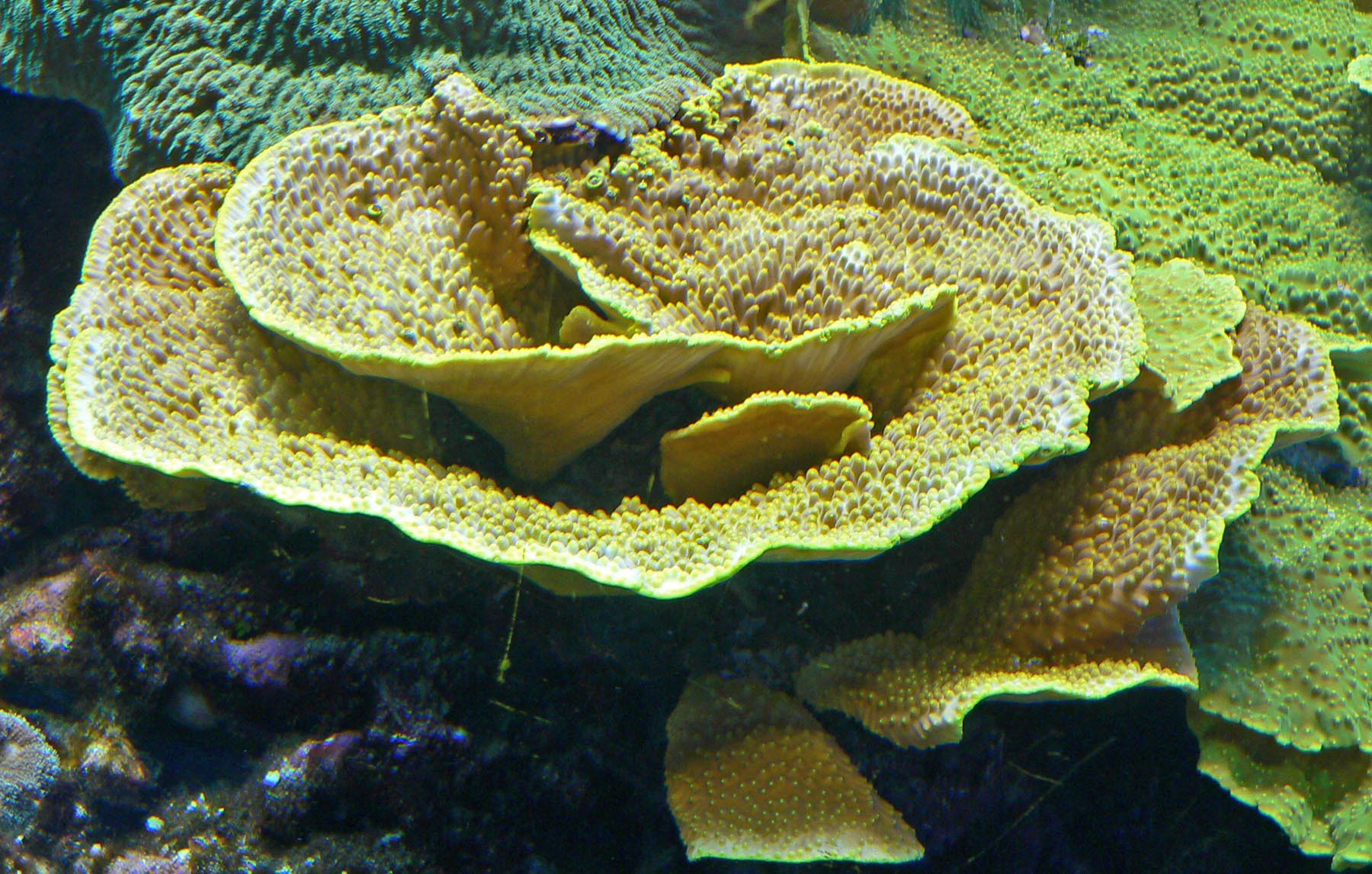
Turbinaria reniformis